# Schrijversbuurt (Eindhoven)
De Schrijversbuurt is een buurt in de wijk Rozenknopje in het stadsdeel Gestel, Eindhoven. De buurt ligt in het zuiden van Eindhoven tegen het stadsdeel Centrum aan, ten oosten van de Hoogstraat. Op 1 januari 2023 telde de buurt 3.610 inwoners, verdeeld over 1.611 woningen, met een gemiddelde WOZ-waarde van € 478.000, op een oppervlakte van 0,6 km².
De meeste straatnamen zijn vernoemd naar Nederlandse en Vlaamse schrijvers en dichters. De woningen zijn voor een groot deel in de jaren 1925-35 gebouwd. De woningen van Hanrathaan aan de Guido Gezellestraat, de blokken van Van den Elshout aan de Nic.Beetsstraat en Helmerslaan en van Grijpma aan de Willem Klooslaan en BuskenHuetstraat zijn zeer beeldbepalend voor deze wijk en deels aangewezen als gemeentelijke monumenten.

## Zie ook

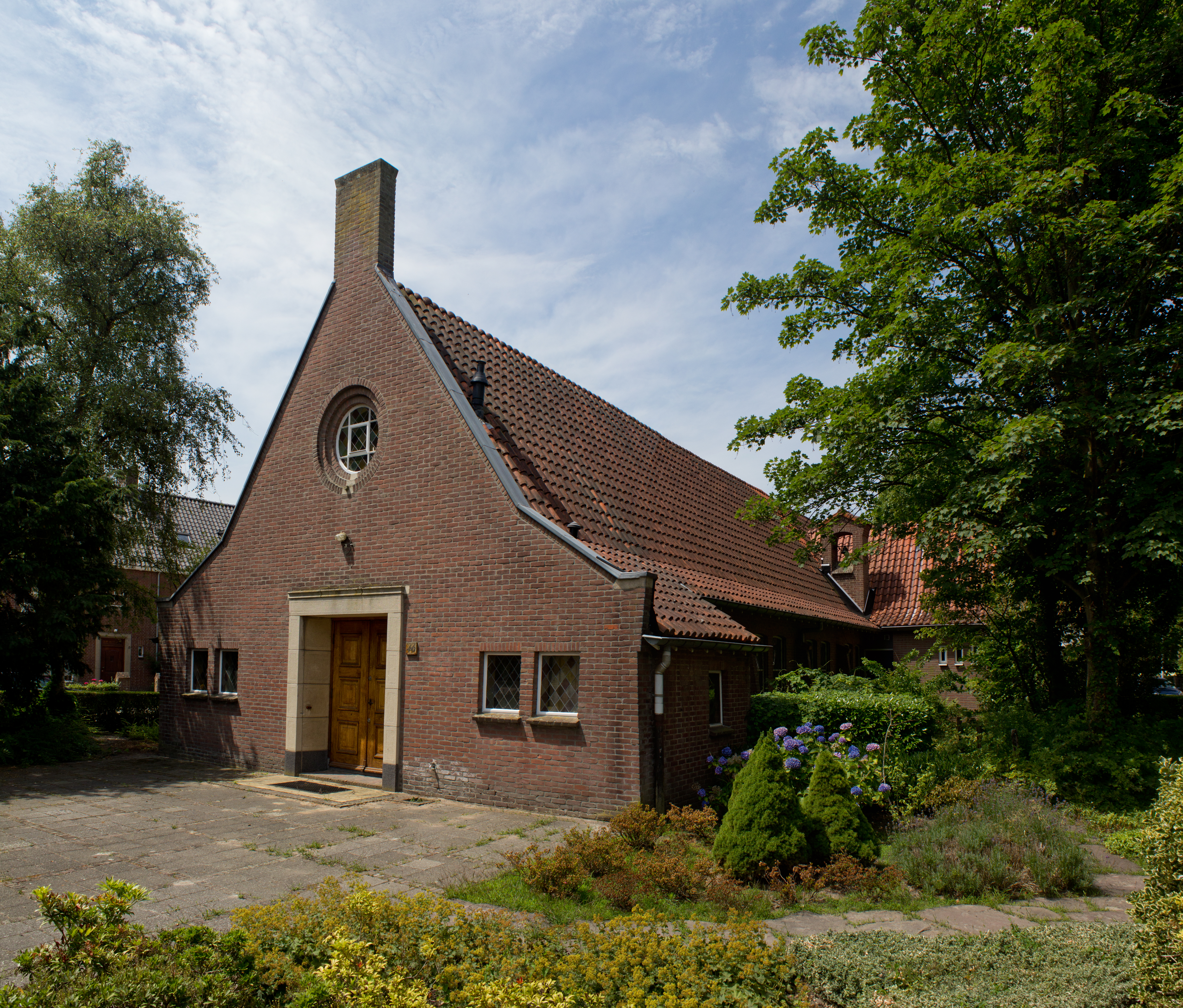
De Doopsgezinde kerk aan de Jan Luikenstraat.

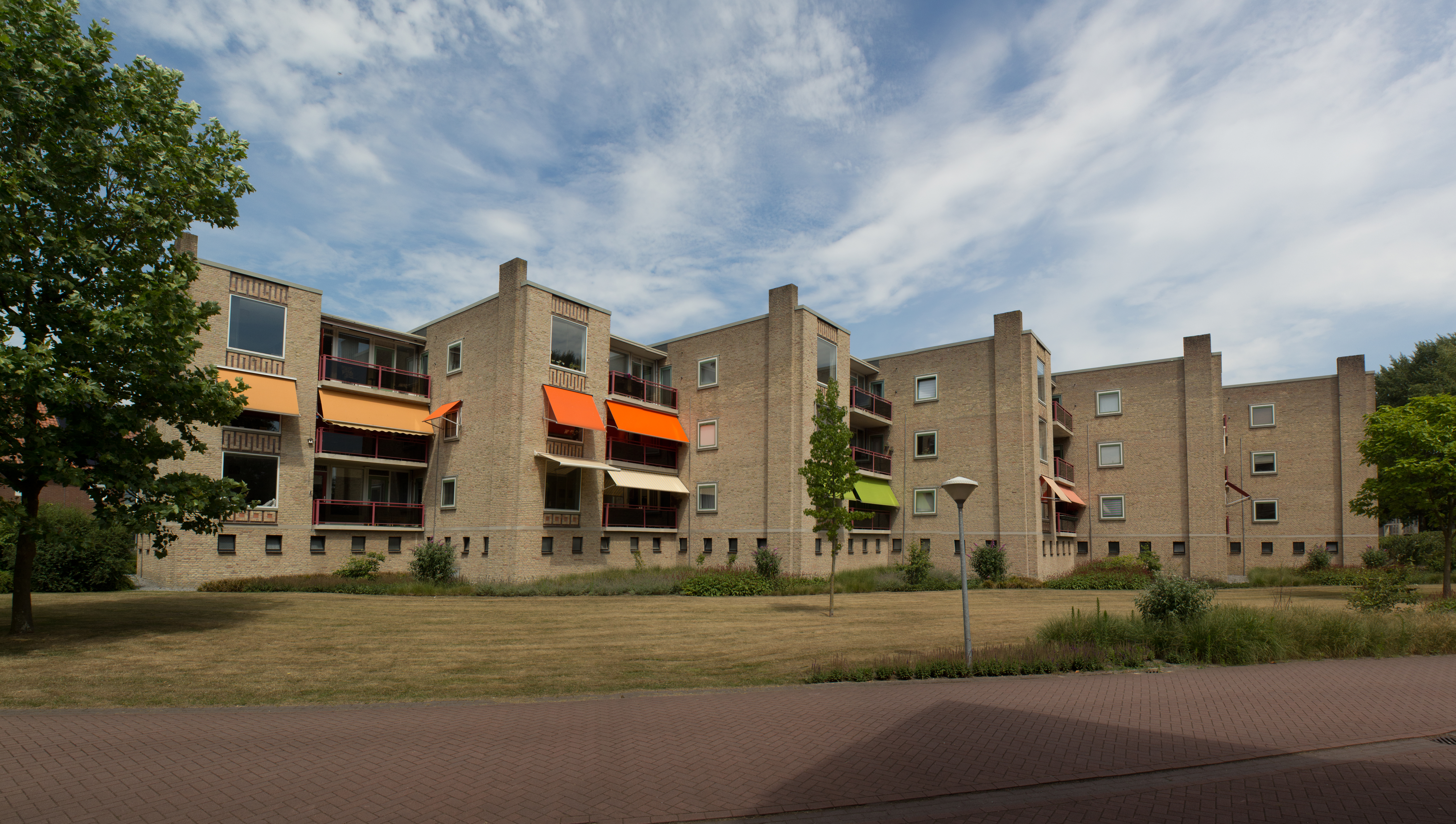
De Meanderflats aan de rand van de Schrijversbuurt (Jacob van Maerlantstraat) te Eindhoven.